# Rastrové snímání
Rastrové snímání (anglicky raster scan) je způsob, jakým se detekuje a zpětně rekonstruuje televizní obraz a jakým většina počítačových bitmapových systémů ukládá a přenáší obrázky. Slovo rastr pochází z latinského výrazu pro hrábě, kvůli podobnosti se stopami, které zanechávají v rovnoběžných liniích snímání.
Při rastrovém snímání je obraz „rozřezán“ na pruhy (většinou horizontální) nazývané „scan lines“ – linie snímání. Každá linie může být přenášena ve formě analogového signálu, jako tomu je u televize, nebo může být rozdělena na jednotlivé pixely pro pozdější použití v počítači.

## Historie
- V roce 1884 byl koncept rastrového snímání nedílnou součástí mechanické televize na principu diskového snímání – patent Paula Nipkowa.

- Max Dieckmann a Gustav Glage byli první, kteří zobrazili tehdejší rastrový obraz pomocí katodové trubice (CRT). Svou techniku si nechali patentovat v Německu v roce 1906. Nebylo upřesněno, jestli použili slovo rastr nebo jiný výraz.

- Matematickou teorii snímání vypracovali do detailu pomocí Fourierovy transformace Pierre Mertz a Frank Gray z Bellových laboratoří v roce 1934[1].